# E 1962
Unter der offiziellen Abkürzung E 1962 wurde der vom Kabinett Adenauer IV veröffentlichte Entwurf eines Strafgesetzbuches bekannt. Er entsprach bis auf wenige Änderungen dem vom Kabinett Adenauer III veröffentlichten E 1960.
Wegen der Beibehaltung der Zuchthausstrafe und des stark an der Sittlichkeit orientierten Sexualstrafrechts stieß der E 1962 auf starke Kritik, die zur Gründung des Arbeitskreises Alternativ-Entwurf führte.
Weder der E 1962 noch der Alternativ-Entwurf wurden Gesetz. Anregungen aus beiden Entwürfen wurden aber bei der Großen Strafrechtsreform in das Strafgesetzbuch eingearbeitet, dessen Allgemeiner Teil durch das 1969 beschlossene und nach zweimaliger Verschiebung am 1. Januar 1975 verändert in Kraft getretene 2. Strafrechtsreformgesetz völlig neu nummeriert wurde. Dagegen wurde im ebenfalls stark veränderten Besonderen Teil die Nummerierung der Paragraphen beibehalten, um die Rechtspraxis nicht unnötig zu erschweren.